# Hypena absimilis
Hypena absimilis är en fjärilsart som beskrevs av Moore. Hypena absimilis ingår i släktet Hypena och familjen nattflyn. Inga underarter finns listade i Catalogue of Life.